# Cassandra Wilsonová
Cassandra Wilsonová (* 4. prosince 1955, Jackson, Mississippi) je americká jazzová zpěvačka a autorka písní. V roce 1996 získalo její album New Moon Daughter cenu Grammy za nejlepší vokální jazzové album a v roce 2008 získala ve stejné kategorii opět Grammy s albem Loverly. Také její album Blue Skies vystoupalo až na vrchol americké jazzové albové hitparády. Repertoár Cassandry Wilson zahrnuje jazzové a bluesové standardy, ale i rockové a popové písně v jazzových aranžích. Její temný hlas by se dal popsat jako zastřený alt. V Česku poprvé vystoupila roku 2009.

## Diskografie
- Point of View (1985)
- Days Aweigh (1987)
- Blue Skies (1988)
- Jumpworld (1989)
- She Who Weeps (1990)
- Live (1991)
- After the Beginning Again (1991)
- Dance to the Drums Again (1992)
- Blue Light 'Til Dawn (1993)
- New Moon Daughter (1995)
- Songbook (1996)
- Rendezvous (with Jacky Terrasson) (1998)
- Traveling Miles (1999)
- Belly of the Sun (2002)
- Sings Standards (2002)
- Glamoured (2003)
- Thunderbird (2006)
- Loverly (2008)
- Closer to You: The Pop Side (2009)
- Silver Pony (2010)